# L'Avocat du diable (collection)
Pour les articles homonymes, voir L'Avocat du diable.
L'Avocat du Diable est une collection de philosophie politique contemporaine, créée par les Éditions Hermann en 2009 et dirigée par Charles Girard. 
Elle publie des essais originaux en français, des traductions, et des recueils thématiques.

## Ligne éditoriale
Le diable apporte la contradiction. Satan signifia d’abord l’adversaire ou l’accusateur, et le rôle de l’advocatus diaboli était d’opposer des objections aux arguments avancés, pour mieux en éprouver la force. L’avocat du diable n’est pas celui qui défend le mal par perversion ou par goût de la polémique, mais celui qui impose, contre l’évidence illusoire ou le consensus paralysant, la tenue d’un débat contradictoire. C’est l’exigence d’argumentation et de confrontation des raisons que cette collection veut promouvoir, en faisant entendre les voix plurielles de la philosophie normative contemporaine, dans les domaines politique et moral, mais aussi juridique, économique et social.

## Comité scientifique
- Catherine Audard
- Charles Larmore
- Bernard Manin
- Ruwen Ogien
- Philippe Van Parijs

## Comité de publication
- Magali Bessone
- Speranta Dumitru
- Oliver Flüguel-Martisen
- Christopher Hamel
- Alice Le Goff
- Geneviève Rousselière

## Liste des titres
- Ruwen Ogien et Christine Tappolet, Les concepts de l’éthique. Faut-il être conséquentialiste ?, 2009
- Corey Brettschneider, Les droits du peuple. Valeurs de la démocratie, traduction de Yves Meinard, 2009
- Charles Girard et Alice Le Goff (éd.), La démocratie délibérative. Anthologie de textes fondamentaux, 2010
- Gerald-Allan Cohen, Si tu es pour l’égalité, pourquoi es-tu si riche ?, traduction de Fabien Tarrit, 2010
- John Rawls, Le péché et la foi. Écrits sur la religion, traduction de Marc Rüegger, 2010
- Isabelle Delpla, Le mal en procès. Eichmann et la banalité du mal, 2011
- David Estlund, L'autorité de la démocratie. Une perspective philosophique, traduction de Yves Meinard, 2011
- Tom Regan, Les droits des animaux, traduction de Enrique Utria, 2013
- John Stuart Mill, Considérations sur le gouvernement représentatif, traduction de Malik Bozzo-Rey, Jean-Pierre Cléro et Claire Wrobel, 2014